# La Nouvelle Revue d'histoire
La Nouvelle Revue d'histoire (renommée temporairement La NRH en 2006-2007) était une revue bimestrielle française consacrée à l’histoire et classée à l'extrême droite, créée en juillet 2002 par l'essayiste et idéologue Dominique Venner. La revue publie son dernier numéro en octobre 2017 et sa société éditrice est liquidée en décembre de la même année.

## Historique
Fondée en juillet 2002, La Nouvelle Revue d'histoire se situe dans la continuité d'Enquête sur l'histoire (1991-1999), également fondée et dirigée par l’essayiste Dominique Venner, considéré comme un théoricien important de ce courant politique.
Les principaux contributeurs de La NRH sont d'opinions politique diverses[réf. nécessaire] ; dont Philippe Conrad, son dernier directeur (2013-2017), président de l'Institut Iliade, héritier idéologique du Groupement de recherche et d'études pour la civilisation européenne.
Parmi les rédacteurs figurent des universitaires comme Jacques Heers, directeur des études médiévales à Paris IV, le médiéviste Martin Aurell, le démographe Jacques Dupâquier, proche du PCF dans sa jeunesse, François-Georges Dreyfus, professeur émérite de l'université Paris IV-Sorbonne, ou Bernard Lugan, maître de conférence à l'université de Lyon III en histoire et géostratégie de la francophonie, mais aussi des essayistes comme Anne Bernet, et d'anciens acteurs des événements traités par la revue[réf. nécessaire].
Chaque numéro explore un thème spécifique, en rapport souvent avec l'actualité ou un anniversaire, éclairé par des historiens d'opinions et de nationalités différentes. Parmi les thèmes divers déjà évoqués, on peut citer notamment : « l'empire américain : jusqu'où ? » en septembre-octobre 2002, « la Russie et l'Europe » en mars-avril 2003, la « naissance du fascisme » en mai-juin 2003, « les énigmes du terrorisme » en novembre-décembre 2003, « la Turquie et l'Europe » en janvier-février 2005, « l'Amérique divisée » en mars-avril 2005, « la Chine et l'Occident » en juillet-août 2005, « Proche-Orient : des clefs pour comprendre » en novembre-décembre 2007, « L'Espagne de la Reconquista » en juillet-août 2008, « La Suisse de Guillaume Tell à Freysinger » en mai-juin 2015, « Être minoritaires en terre d'Islam » au printemps-été 2016 ou « indomptable Hongrie » en novembre-décembre 2016, pour le soixantième anniversaire de l'insurrection de Budapest.[réf. nécessaire]
En 2013, Dominique Venner se suicide sur l'autel de Notre-Dame de Paris. Plusieurs semaines auparavant, il avait adressé des lettres dans lesquelles il déclarait confier la direction de La Nouvelle Revue d'histoire à l’historien Philippe Conrad.
En octobre 2017 paraît le dernier numéro de la revue ; 92 numéros et 14 hors-série ont été publiés au total. La SARL éditrice Histoire et Mémoire est liquidée le 14 décembre 2017.

## Contributeurs
Parmi les principaux contributeurs, on peut mentionner (par ordre alphabétique) : Martin Aurell, Anne Bernet, Jean-Paul Bled, Henry Bogdan, Jean Bourdier, François Chamoux, Aymeric Chauprade, Philippe Conrad, Jacques Dupâquier, François-Georges Dreyfus, Jean Favier, Jacques Heers, Arnaud Imatz, Philippe d'Hugues, Annie Laurent, Yann Le Bohec, Lucien Jerphagnon, Bernard Lugan, Jean Mabire, René Marchand, Philippe Masson, Jean-Pierre Péroncel-Hugoz, Rémy Porte, Jean Tulard, Jean-Claude Valla, Dominique Venner.[réf. nécessaire]

## Analyse

### Une instrumentalisation de l'histoire par l'extrême droite
Selon Gwendal Châton, chercheur en sciences politiques et maître de conférences à l’université d'Angers, auteur de travaux sur Raymond Aron et le libéralisme politique, La NRH doit être analysée dans le cadre du parcours politique de Dominique Venner et de sa « conversion au combat culturel » au début des années 1970. La Nouvelle Revue d’histoire, comme précédemment Enquête sur l’Histoire, est « l’aboutissement d'un projet ancien d'instrumentalisation de l’histoire » à replacer dans le cadre intellectuel de la Nouvelle Droite. La revue permet « une manipulation de l’histoire au service d’une mémoire politique » en même temps qu’elle offre une apparence de légitimité à cette mémoire « en faisant voisiner des intellectuels des droites extrêmes et des universitaires souvent plus ou moins proches des droites parlementaires. Par ce biais la légitimité des historiens universitaires déteint sur leurs collaborateurs les plus engagés ». Cette manipulation s'appuierait aussi sur des stratégies rhétoriques, en particulier la coexistence de « deux niveaux de discours », l'un explicite et l'autre implicite : des faits réels verraient leur importance minorée ou augmentée pour servir le discours implicite afin de « retourner contre l'adversaire idéologique ses propres attaques », la suggestion ou l'inférence, en particulier en ce qui concernerait la défense des positions des négationnistes, « l'utilisation légitimante des références universitaires et de l'apparence technique des écrits scientifiques ». Gwendal Châton observe que la revue fonctionne comme un pôle « d'aimantation qui attire des intellectuels issus de tous les courants des droites extrêmes » : ce qui explique la diversité des positions qui peuvent relever du « traditionalisme catholique, traditionalisme ésotérique, régionalisme ethnique, néo-fascisme, maurrassisme, vichysme, etc.». Toutefois, la revue présente, par-delà cette diversité, des thèmes réguliers ou plus importants, en particulier celui de « l’Europe face à la menace musulmane » et la défense d'un « traditionisme » européen (notion développée par Dominique Venner) qui ne serait que « l’euphémisation » de positions racistes. Gwendal Châton relève donc dans certains thèmes de la revue ou éditoriaux de Venner une approche idéologique : 
- la politique éditoriale de La NRH repose sur l'idée que les civilisations sont irréductibles les unes aux autres[20] ;
- la revue met en avant l'idée que l'immigration est une invasion ou une colonisation[21] ;
- le projet européaniste que portent ces revues s'élabore ainsi à partir de l'affirmation d'une continuité ethnoculturelle – qui masque l'idée sous-jacente de continuité biologique – remontant à des temps immémoriaux[22]. Ce « mythe » permet également de soutenir implicitement l'idée de la sauvegarde d'une nécessaire homogénéité biologique des peuples européens[23] ; la rhétorique de La NRH s'appuie alors sur cette définition de la tradition européenne par opposition aux autres civilisations conçues comme radicalement étrangères aux Européens et qui seraient entre autres « l'Orient sémitique[24] », les Juifs[25], les Huns et les Sarrasins[26].

En 2008, Blaise Dufal, alors étudiant, se place dans le prolongement de cette analyse dans une tribune du Comité de vigilance face aux usages publics de l’histoire consacrée au « scandale universitaire » provoqué par le succès d'Aristote au mont Saint-Michel de Sylvain Gouguenheim. S'il reconnaît que cette revue « accueille d’éminents historiens académiques tels que Karl Ferdinand Werner, Jean-Pierre Poussou, Jean Tulard, Jean Favier, Michel Zink et beaucoup d’autres », il considère qu'elle « apparaît désormais non seulement comme une simple lubie de vieux professeurs d’université mais comme un véritable lieu de construction d’une contre-histoire de l’Occident ».
Pour Alain Ruscio, « [Enquête sur l'histoire et La Nouvelle Revue d'histoire] sont, en fait, les organes masqués du révisionnisme/négationnisme historique, qui accueillent majoritairement des articles d'intellectuels très solidement de droite, voire d’extrême droite ».
Dans une communication, prononcée lors d'un colloque franco-allemand sur le traumatisme de la guerre d'Algérie qui s’est tenu en 2004 à l'Institut Georg Eckert de Brunswick, Claire Mauss-Copeaux, historienne de la guerre d'Algérie, chercheur associé au GREMMO, accuse La NRH de présenter une vision biaisée des violences commises durant ce conflit.
Dans un article publié en 2005, Christopher Flood, professeur émérite de l'université de Surrey, avance que la revue affiche un tropisme politique de droite très conservatrice, voire révisionniste : « the overall flavour has been persistently, if subtly, revisionist » (« Le ton d'ensemble a été constamment, bien que subtilement, révisionniste »).
En 2006, Francis Arzalier, professeur d'histoire-géographie, docteur d'histoire moderne et contemporaine, responsable de la revue Aujourd’hui l’Afrique et figure locale du PCF, s'en prend, dans un article, à ce qu'il appelle le « négationnisme colonial », qu'il juge à l'œuvre à l'université, dans la littérature de vulgarisation, les témoignages et les revues, dont La NRH, qu'il accuse de réécrire « aux couleurs négationnistes l'histoire de la guerre d'Espagne », de la guerre de Sécession ou du « grand massacre rwandais de 1994 ».
La même année, Marie-José Chombart de Lauwe, ancienne résistante et déportée, présidente de la Fondation pour la mémoire de la déportation, abordant, dans le cadre d'un article sur les réhabilitations du nazisme, l'orientation politique de La NRH, estime que la reprise d'un extrait d'une note de lecture de la revue dans le catalogue des Éditions de l'Homme libre, classées à l'extrême droite, prouverait une « convergence » ou un « lien » entre les deux structures. 
Le webmestre Patrice Sawicki qualifie, quant à lui, La NRH de « magazine nationaliste, très proche des idées d'extrême droite », dans une notice publiée sur le site de l'association Thucydide, consacrée à l'histoire, dont il est le fondateur.
En 2013, le suicide de Dominique Venner dans la cathédrale Notre-Dame de Paris, est confirmé à L'Express « par Frédéric Chatillon, ancien cadre du Gud et collaborateur de la Nouvelle revue d'histoire, un magazine d'extrême droite dirigé par la victime ». Venner, « violemment opposé » au mariage homosexuel en France, avait dénoncé la loi qui autorisait celui-ci dans un éditorial de la Nouvelle revue d'histoire.

### Soutiens et jugement positifs
En 2006, le journaliste Christian Brosio de Valeurs actuelles prenait la défense d'« une revue d'histoire menacée » unique en son genre par « l'esthétique de [sa] présentation », « l'originalité dans le traitement des sujets », la « profondeur des analyses » et « la qualité de ses collaborateurs ».
Conflits actuels, recommande le 20e numéro de La NRH traitant de « l'Europe des Européens », qui réunit « des philosophes des idées politiques, des historiens bien sûr des différentes périodes » pour « un dossier très maîtrisé par la rédaction de la revue [qui] offre un panorama relativement achevé de la connaissance historique en la matière »[source insuffisante].
À la suite du suicide de Dominique Venner en 2013, Paul-François Paoli publie dans Le Figaro un portrait du défunt dans lequel il présente La Nouvelle Revue d'histoire comme un « mensuel [sic] de qualité », dans lequel « Venner avait obtenu la contribution régulière d'historiens qui ne partageaient pas ses vues mais le tenaient en haute estime. Parmi eux : Lucien Jerphagnon, François-Georges Dreyfus, Jean Tulard ou Jacqueline de Romilly ».